# Lycianthes belensis
Lycianthes belensis är en potatisväxtart som först beskrevs av Elmer Drew Merrill och L.M.Perry, och fick sitt nu gällande namn av Anthony R. Bean. Lycianthes belensis ingår i Himmelsögonsläktet som ingår i familjen potatisväxter. Inga underarter finns listade i Catalogue of Life.